# Leichtathletik-Europameisterschaften 1958/Marathon der Männer

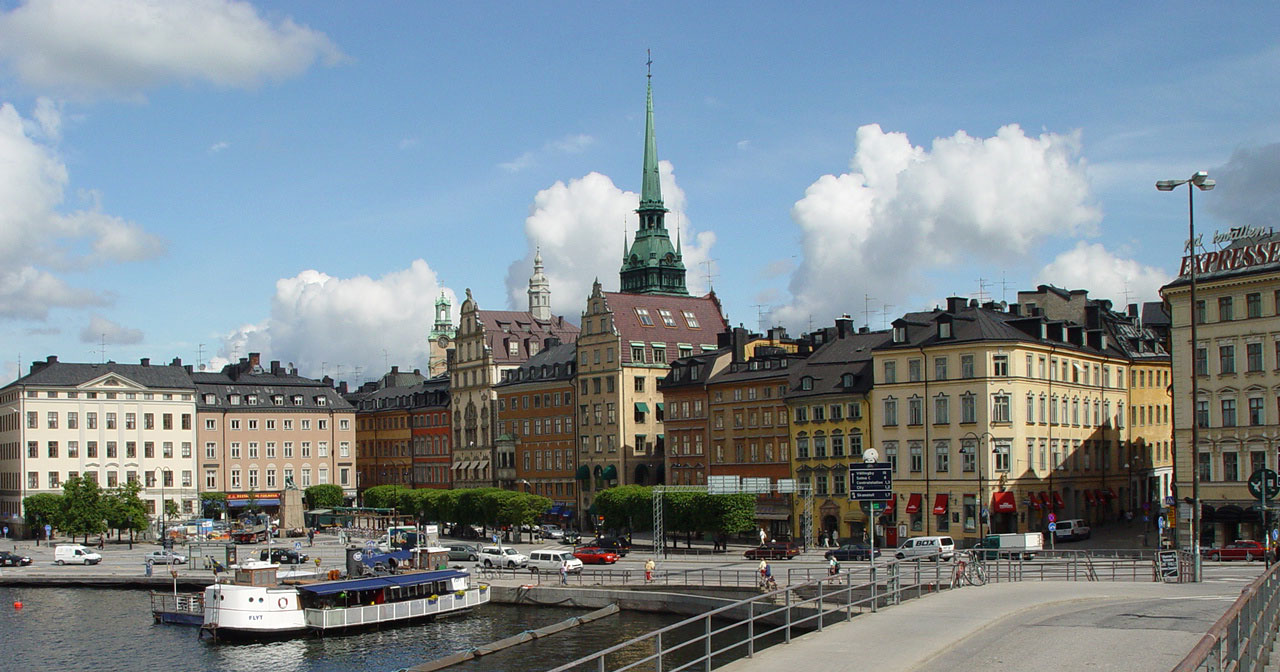
Blick auf die Stockholmer Altstadt (Gamla stan)
mit dem Turm der deutschen Kirche

Der Marathonlauf der Männer bei den Leichtathletik-Europameisterschaften 1958 fand am 24. August 1958 in der schwedischen Hauptstadt Stockholm statt.
Der sowjetische Läufer Sergei Popow gewann das Rennen mit neuer Weltbestleistung in 2:15:17,0 h. Vizeeuropameister wurde sein Landsmann Iwan Iljitsch Filin vor dem Briten Frederick Norris.
Die beiden deutschen Leichtathletik-Verbände DLV für die Bundesrepublik Deutschland und DVfL für die DDR traten bei diesen Europameisterschaften als gemeinsame Mannschaft auf. Bei Ausscheidungswettkämpfen hatten sich Lothar Beckert aus der DDR und Jürgen Wedeking aus der Bundesrepublik Deutschland für die EM-Teilnahme qualifiziert.

## Rekorde / Bestleistungen

### Bestehende Bestmarken
| Weltbestzeit         | Jim Peters      | 2:17:39,4 h | Chiswick, Großbritannien | 26. Juni 1954   |
| Europabestzeit       | Jim Peters      | 2:17:39,4 h | Chiswick, Großbritannien | 26. Juni 1954   |
| Meisterschaftsrekord | Veikko Karvonen | 2:24:51,6 h | EM in Bern, Schweden     | 25. August 1954 |

Anmerkung:
Rekorde wurden damals im Marathonlauf und Straßengehen wegen der unterschiedlichen Streckenbeschaffenheiten mit Ausnahme von Meisterschaftsrekorden nicht geführt.

### Rekordverbesserung
Mit seiner Zeit von 2:15:17,0 h verbesserte Sergei Popow als neuer Europameister Veikko Karvonens Europameisterschaftsrekord um 9:34,6 Minuten. Diese Zeit stellte gleichzeitig auch eine neue Weltbestzeit dar, die vorher bestehende Bestleistung war um 2:05,2 Minuten langsamer.

## Ergebnis

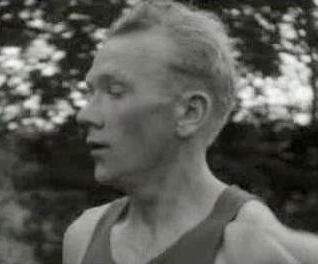
Titelverteidiger Veikko Karvonen wurde diesmal Sechster
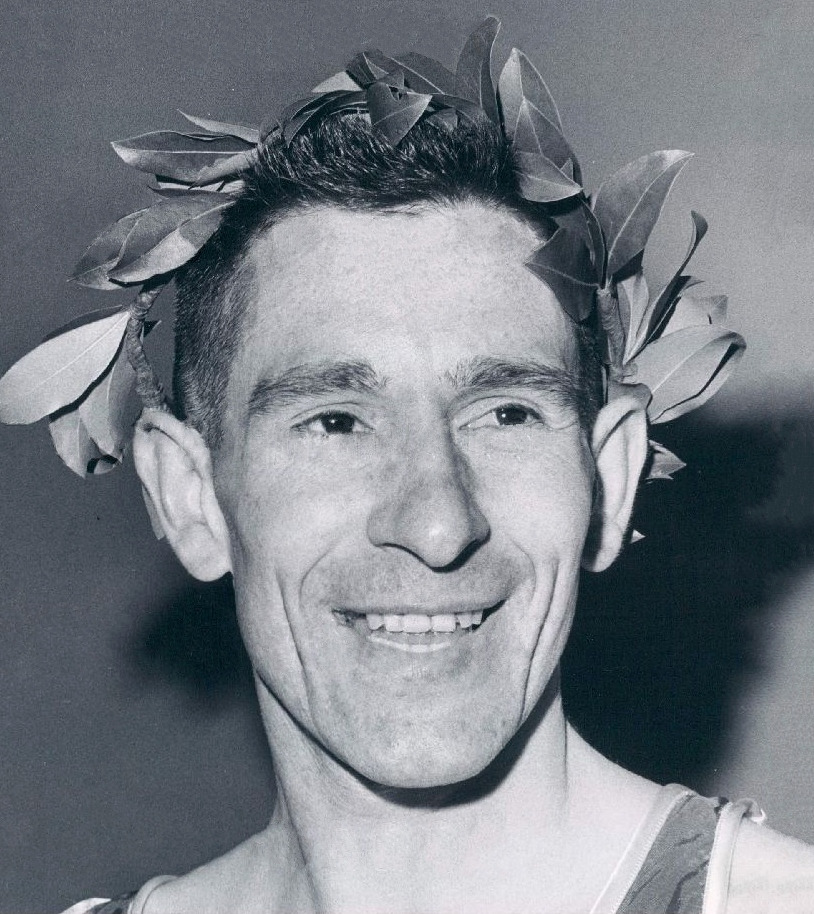
Aurèle Vandendriessche – bei den beiden folgenden Titelkämpfen 1962 und 1966 jeweils Zweiter – belegte Rang elf

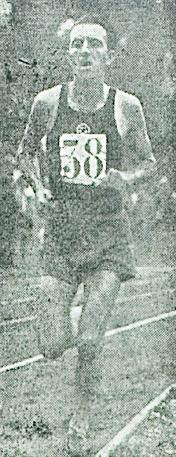
Franjo Mihalić beendete sein Rennen nicht
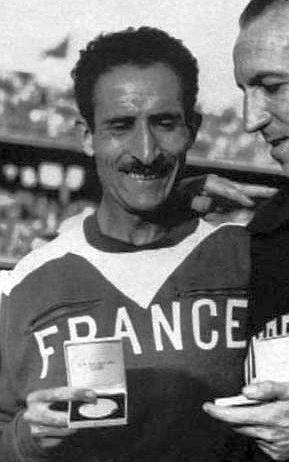
Der Olympiasieger von 1956 Alain Mimoun erreichte diesmal nicht das Ziel

| Platz | Athlet                 | Land           | Zeit (h)      |
| ----- | ---------------------- | -------------- | ------------- |
|       | Sergei Popow           | Sowjetunion    | 2:15:17,0 WBL |
|       | Iwan Iljitsch Filin    | Sowjetunion    | 2:20:50,6     |
|       | Frederick Norris       | Großbritannien | 2:21:15,0     |
| 04    | Peter Wilkinson        | Großbritannien | 2:21:40,0     |
| 05    | Lothar Beckert         | Deutschland    | 2:22:11,2     |
| 06    | Veikko Karvonen        | Finnland       | 2:22:45,8     |
| 07    | Arnold Waide           | Schweden       | 2:25:54,2     |
| 08    | Edoardo Righi          | Italien        | 2:26:52,0     |
| 09    | Jürgen Wedeking        | Deutschland    | 2:27:57,0     |
| 10    | Eino Pulkkinen         | Finnland       | 2:28:35,4     |
| 11    | Aurèle Vandendriessche | Belgien        | 2:30:26,0     |
| 12    | Thomas Nilsson         | Schweden       | 2:31:04,2     |
| 13    | Vito di Terlizzi       | Italien        | 2:31:09,0     |
| 14    | José Araujo            | Portugal       | 2:31:18,4     |
| 15    | Franjo Škrinjar        | Jugoslawien    | 2:32:50,6     |
| 16    | Adolf Gruber           | Österreich     | 2:34:09,8     |
| 17    | Paul Genève            | Frankreich     | 2:35:20,4     |
| 18    | Victor Olsen           | Norwegen       | 2:35:50,0     |
| 19    | Arthur Wittwer         | Schweiz        | 2:36:13,8     |
| 20    | Miguel Navarro         | Spanien        | 2:38:10,0     |
| 21    | Cornelius Bleeker      | Niederlande    | 2:38:45,6     |
| 22    | Arthur Hansen          | Dänemark       | 2:41:57,2     |
| DNF   | Franjo Mihalić         | Jugoslawien    |               |
| DNF   | Alain Mimoun           | Frankreich     |               |
| DNF   | Finn Systad            | Norwegen       |               |

- Franjo Mihalić
beendete sein Rennen nicht
- Der Olympiasieger von 1956
Alain Mimoun erreichte
diesmal nicht das Ziel